# Miconia striata
Miconia striata är en tvåhjärtbladig växtart som först beskrevs av Vahl, och fick sitt nu gällande namn av Célestin Alfred Cogniaux. Miconia striata ingår i släktet Miconia och familjen Melastomataceae. Inga underarter finns listade i Catalogue of Life.